# Farrant Point
Der Farrant Point ist eine Landspitze von Deception Island im Archipel der Südlichen Shetlandinseln. Sie bildet zwischen dem South Point und dem Descubierta Point den südsüdwestlichen Ausläufer der Insel.
Das UK Antarctic Place-Names Committee benannte sie 2019. Namensgeber ist Arthur Henry Farrant (1913–1953), der während seiner Dienstzeit als Dieselaggregatmechaniker auf der Station des Falkland Islands Dependencies Survey auf Deception Island starb.